# Найробі (національний парк)
Національний парк Найробі — перший національний парк Кенії, відкритий в 1946 році. Містить близько 80 видів ссавців і більш ніж 500 видів птахів. Є одним з найуспішніших охоронних територій для носорогів. Парк починається за 7 км від міського центру Найробі, столиці Кенії, з нього видно панораму міста. Від міста тварин відділяє лише паркан. Ця близькість створює проблеми з місцевим населенням, яке іноді може потривожити міграційні стежки тварин.